# Заболотский, Пётр Ефимович
Пётр Ефи́мович Заболо́тский, Заболоцкий (1803, Тихвин, Новгородская губерния, Российская империя — 28 февраля [12 марта] 1866) — русский живописец-портретист, представитель романтического академизма николаевской эпохи, автор широко известного портрета поэта Михаила Лермонтова. Академик Императорской Академии художеств (с 1857).

## Биография
Родился в мещанской семье. О детстве и юности, о первых опытах в изобразительном искусстве Заболотского сведений практически нет.
Близок школам А. Г. Венецианова, О. Кипренского и В. Тропинина.
А. Р. Томилов, меценат, коллекционер и теоретик искусства способствовал творческому росту художника. Благодаря его помощи Заболотский поступил в Императорскую Академию художеств (1825) вольнослушателем. Во время учёбы был удостоен двух серебряных медалей. Среди его учителей были портретист Александр Варнек и исторический живописец Алексей Егоров.
Звание академика было присвоено художнику в 1857 году.
Михаил Юрьевич Лермонтов брал у него уроки живописи в Петербурге. Заболотский — автор двух портретов М. Ю. Лермонтова написанных маслом в 1837 и 1840 годах. Несмотря на яркий, играющий блестящими галунами гусарский мундир, в котором изображен Лермонтов, внимание прежде всего привлекает общая вдохновлённость его облика, живой взгляд выразительных глаз.
В 1862 году преподавал рисование в Санкт-Петербургском технологическом институте.
Сын — художник Заболотский, Пётр Петрович.

Работы П. Е. Заболотского
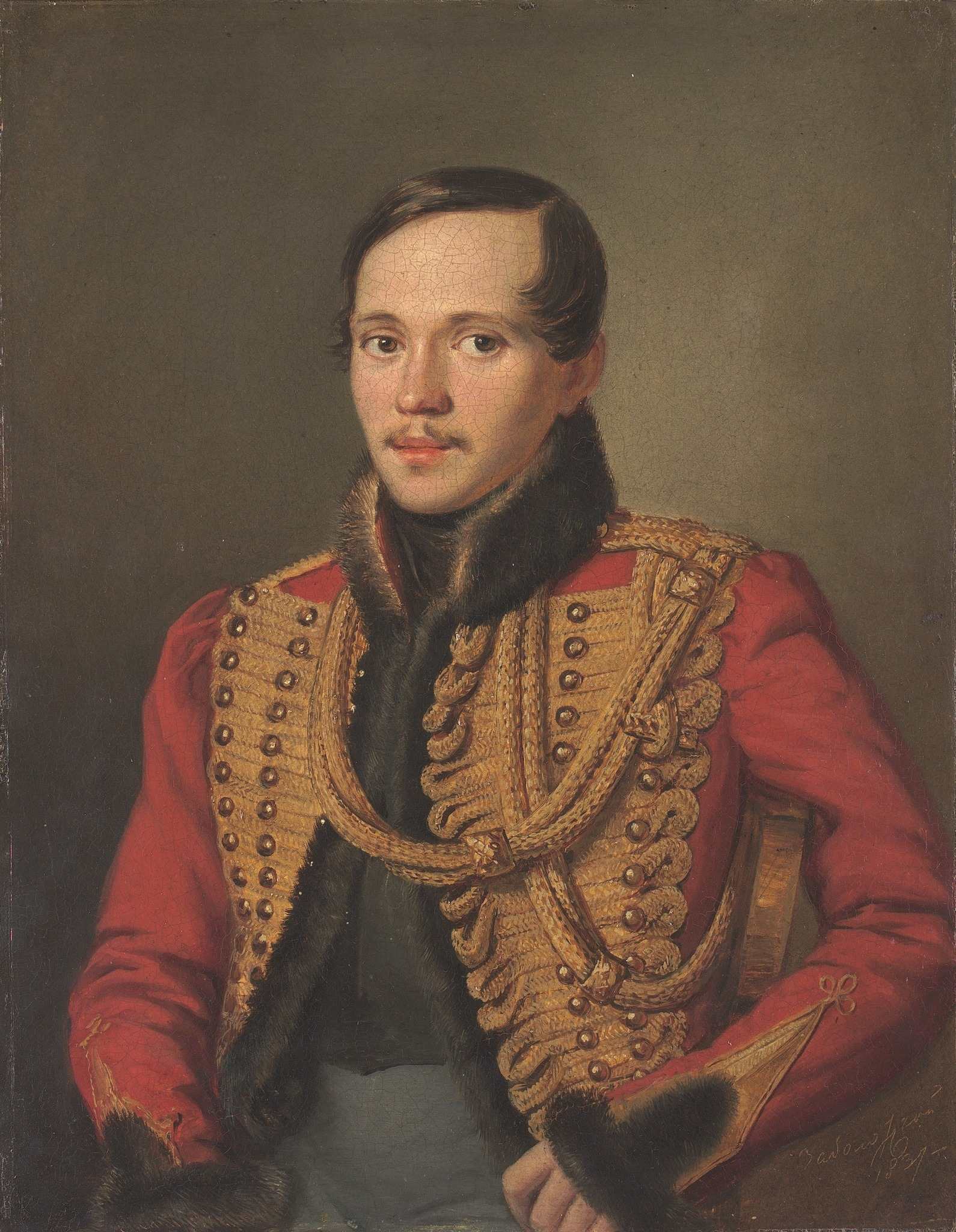
Лермонтов в ментике л.-гв. Гусарского полка (1837)
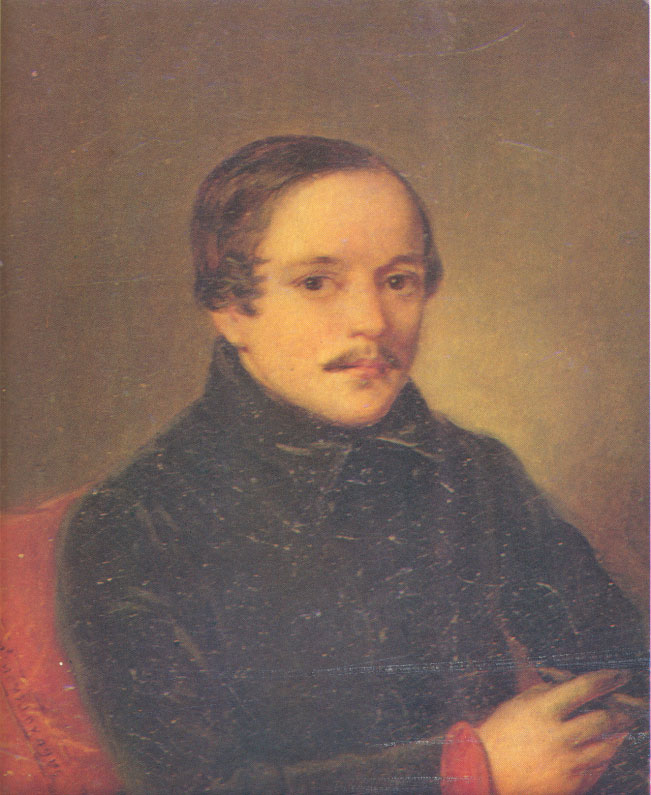
Лермонтов в штатской одежде (1840)
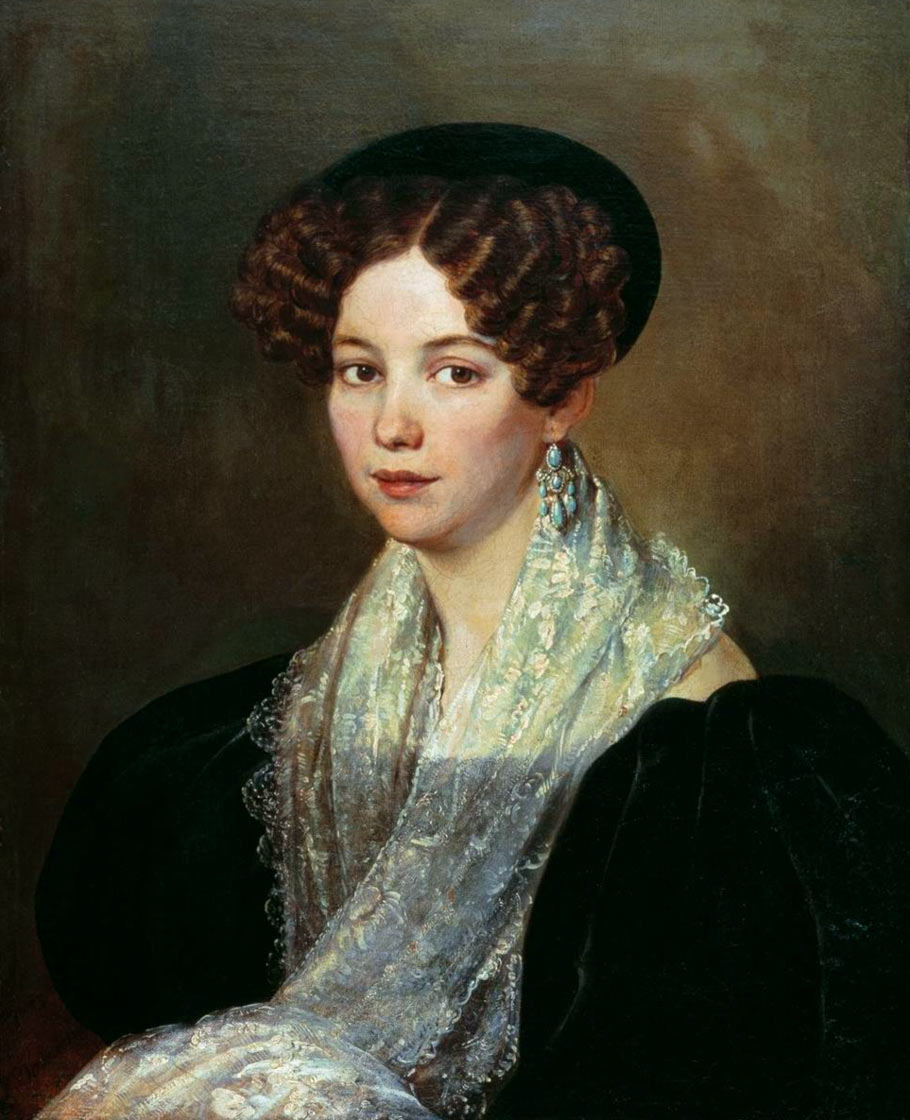
Портрет молодой женщины в черном платье (1830-е)
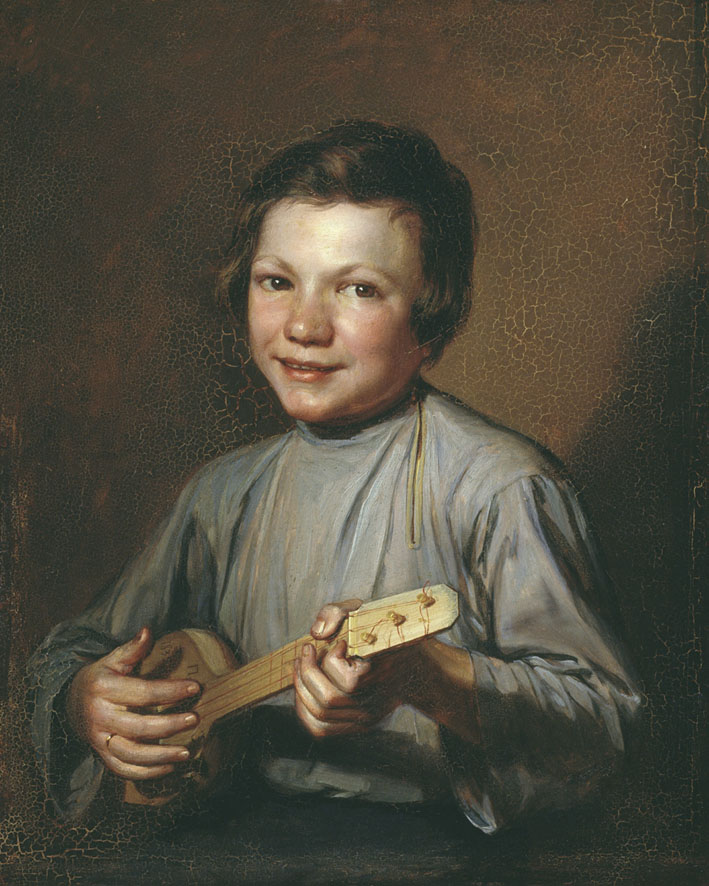
Мальчик с балалайкой (1835)
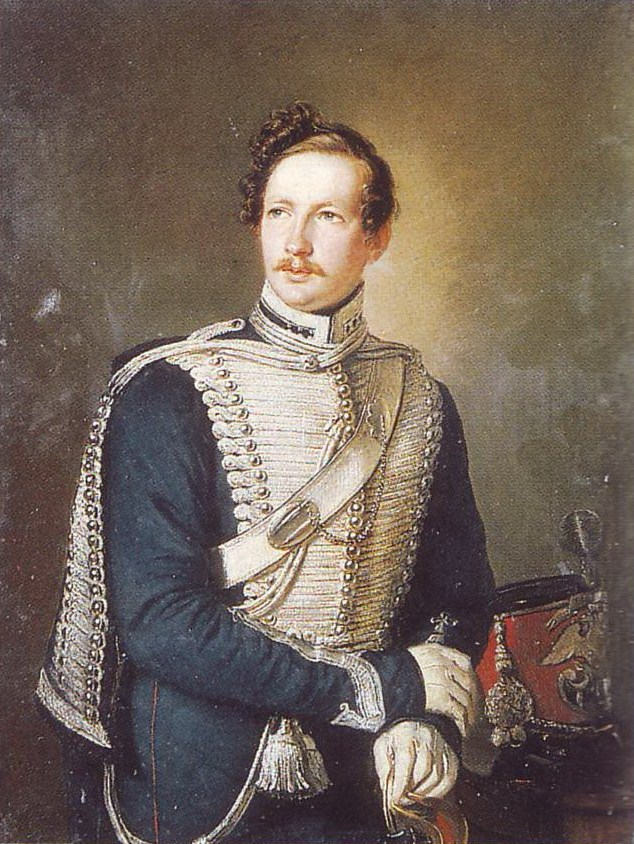
Николай Алексеевич Томилов[5] (1837)
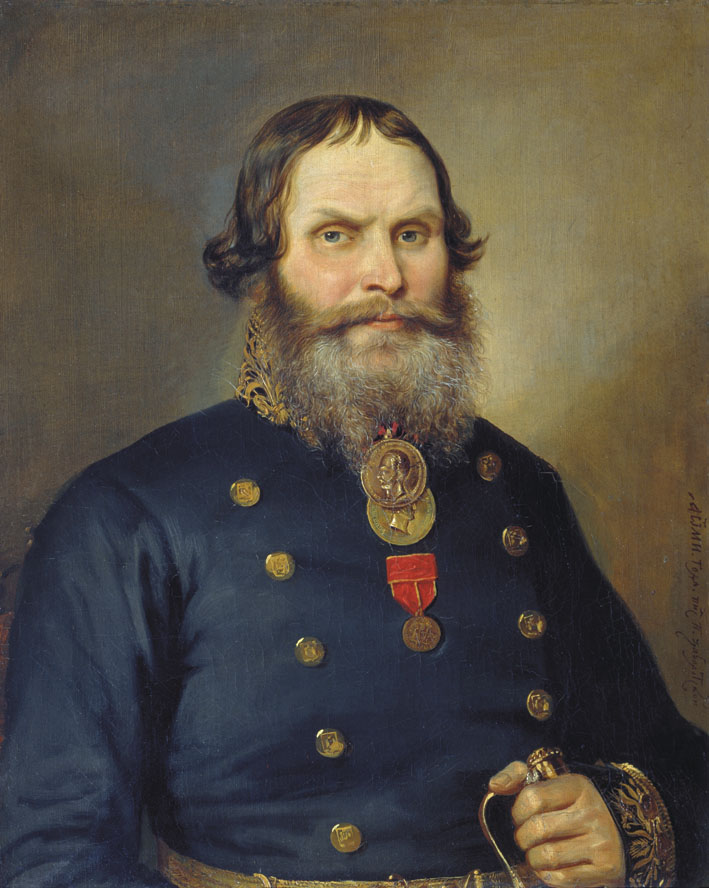
Тихвинский городской голова
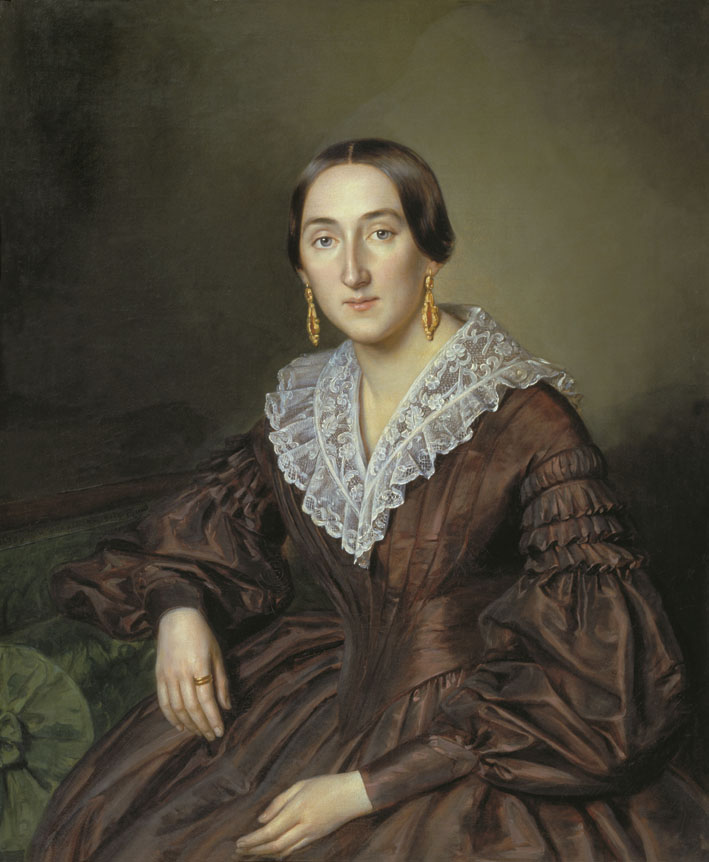
Портрет Н. В. Евреиновой (1840)